# ヘンレ (出版社)
ヘンレ（G. Henle Verlag）は、楽譜の原典版に特化した出版社。出版目録にはあらゆる時代、中でも特にバロックから20世紀初頭にかけての著作権が消滅した作曲家の作品が並ぶ。楽譜の他にも学術的全集、書籍、参考図書、定期刊行物を取り扱っており、刊行する原典版はアプリで入手できる電子ファイルとしても提供されている。

## 沿革

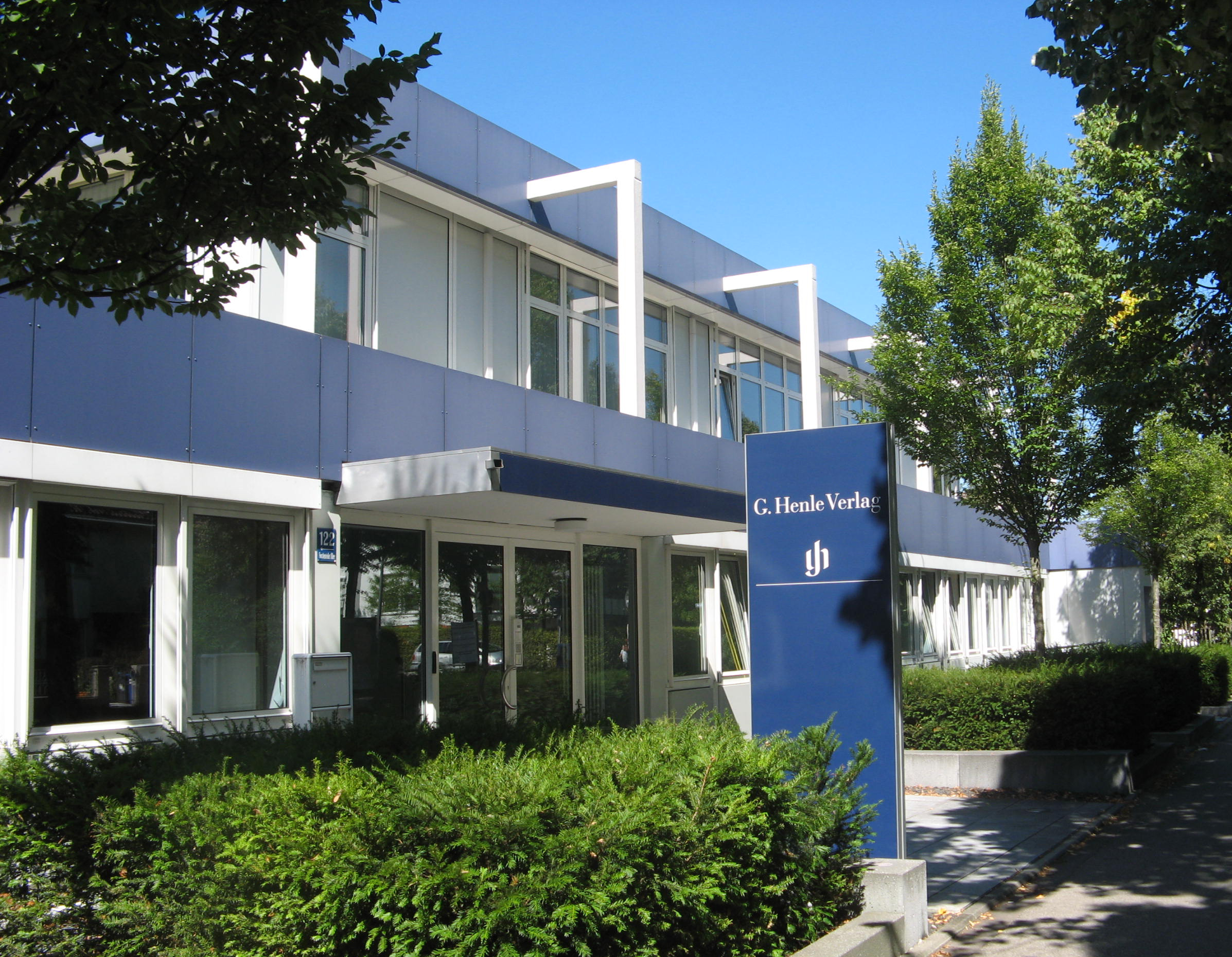
ミュンヘン、Forstenrieder Alleeのヘンレ社屋。

ヘンレは1948年10月20日、アメリカ軍事政府の許可を受けたギュンター・ヘンレにより創業された。デュースブルクとミュンヘンに事務所を構えていた。創業者の指導の下、発足当初から事業の全体は「特に18世紀と19世紀からの学術的根拠に基づき、音楽の原典版の出版を保証する」ことであった。ヨーゼフ・レーナッカー（1895年-1965年）が表紙を現在も使われている「ヘンレ・ブルー」にすることと表紙フォントのデザインを思い立ったのはこの時である。
数十年にわたり彫版はヴュルツブルクのUniversitätsdruckerei H. Stürtzが担ってきたが、後にライプツィヒやダルムシュタットの彫版業者も加わるようになった。最初に出版されることになった作品群はヴァルター・ランペ校訂によるヴォルフガング・アマデウス・モーツァルトのピアノソナタ集2巻とヴァルター・ギーゼキング校訂によるフランツ・シューベルトの即興曲と楽興の時であった。1990年代の終わりにかけて、それまで手作業で行われていた彫版はコンピューターに取って代わられた。
ヘンレは1949年にデトモルトで開催された戦後初の音楽フェアに参加している。1953年にはエヴァルト・ツィンマーマン（1910年-1998年）を部門長としてデュースブルクの事務所に編集部門が立ち上げられた。
ギュンター・ヘンレの大規模工業での活動により、ヘンレは当初「クレックナー音楽工場」（Klöckner-Musikfabrik）と呼ばれていたが、徐々にドイツの音楽出版業界で主要な事業者に数えられるようになっていく。ミュンヘンに勤務していた従業員は1955年に新たに買収したショーンガウエルシュトラーセ24の出版社へ移った。
ギュンター・ヘンレは1955年、ケルンでのヨーゼフ・ハイドン研究所設立に大きな役割を果たした。これに続いて初めての学術版ハイドン・コンプリート・エディションが出版され、以来ヘンレから刊行されている。1969年にマルティン・ベンテ（1936年生）がフリードリヒ・ヨーゼフ・シェファー（1907年-1981年）を継ぐ形でミュンヘン事務所の財務部長に就任した。3年後の1972年、ギュンター・ヘンレがミュンヘンにギュンター・ヘンレ財団を創設、この財団が後に出版社の所有権を引き受けることになる。財団の指揮は当初ギュンター・ヘンレが執っていたが、ヘンレの死後1979年から1981年はヴァルター・カイム、1981年から1994年はギュンター・ヘンレの妻であったアンヌ・リーゼ・ヘンレが引き継いだ。1994年から2006年の間に会長を務めたのはギュンターとアンヌ・リーゼの息子であるC・ペーター・ヘンレであった。
1978年、会社はミュンヘンのForstenrieder Allee 122に現在の事務所を取得した。ギュンター・ヘンレはその翌年にこの世を去っている。これを機にデュースブルクの事務所を閉じ、マルティン・ベンテ率いるミュンヘンの子会社が拡大することになった。1981年には東京で開催された初めてのドイツ音楽展覧会に参加、また同時期にはじめは合弁会社としてアメリカ合衆国、ミズーリ州セントルイスにG. Henle USA Inc.を立ち上げた。1985年以降はこの米国の販売会社がミュンヘンの親会社の代わりに独立して活動するようになった。1976年から営業部門を束ねていたホルガー・A・ジームズ（1942年生）がCEOに就任した。他にも1986年に北京で開催された第1回国際書籍展覧会に出展、1995年には北京の中国国営出版社である「人民音楽出版社」からの出版に初めて許可が下りた。1995年からは青色の原典版の他に、「研究版」をポケットスコア（17x24cm）として刊行している。1999年にはロゴ、表紙と文字の配置が現代風に改められた。
2000年には、1990年から出版社の編集者として勤務していたヴォルフ＝ディーター・ザイフェルト（1959年生）がマルティン・ベンテの後任としてCEOに就任した。1993年に出版社のフロア面積を拡大、2005年には1階が大きく改装されて近代風の佇まいとなった。2007年から現在に至るまで、米国ウィスコンシン州ミルウォーキー所在のハル・レナード・コーポレーションが独占的に流通を担っている。現在カタログに掲載されている原典版は1,100点を数える。

## 出版計画

### 原典版

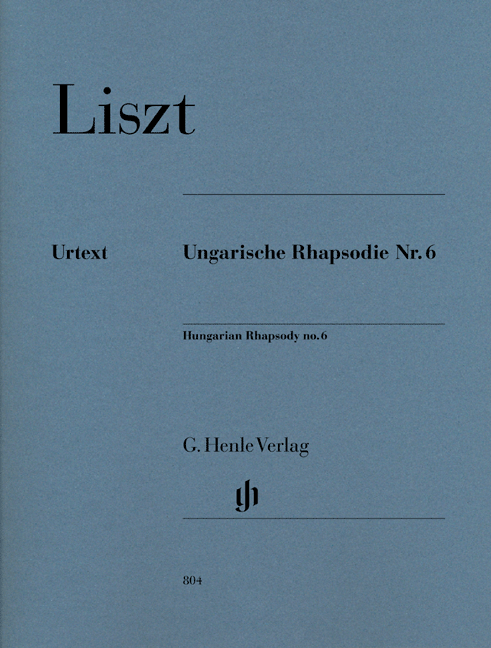
1999年以降の原典版のデザイン。

ヘンレの出版計画の中核をなすのはいわゆる実用的原典版である。特徴として挙げられるのは、厳密な学術的原則に沿って作成された音楽的表記の正しさ、自筆譜、写譜、初期版を含む出典に基づく広範な注釈、解釈に関する詳細である。現在計画されているのは細かく分類したほぼすべての主要ピアノ作品と室内楽である。ピアノ作品の全集としてはバッハ、ベートーヴェン、ブラームス、ショパン、ドビュッシー、ハイドン、モーツァルト、シューベルト、シューマンがある。加えて2手や4手の多数の選集、オルガン作品、二重奏やピアノ三重奏、並びに弦楽四重奏がある。このカタログの上にベートーヴェン、ハイドン、シューマンの最重要の歌曲集も入っている。その他、小さい研究用フォーマットでの原典版（研究版シリーズ）及び作曲家の自筆譜のファクシミリ版も数点存在する。

### 特別エディションとシリーズ
- Joseph Haydn Werke ヨーゼフ・ハイドン研究所ケルン編（Munich, 1955ff）。ハイドンの学術的全集である。34のシリーズ、111巻からなる。全集はほぼ完成している[1]。
- Répertoire International des Sources Musicales （RISM）  国際音楽学会（IMS）と国際音楽資料情報協会（IAML）の後援により刊行（Series B. Munich 1960ff）。RISMは自筆、印刷両方の両面で現存する音楽学の文献を記録した国際カタログのシリーズを出版しており、世界中で1,800点を上回る。そのシリーズBはヘンレより既刊である[2]。
- Das Erbe deutscher Musik ドイツ音楽の遺産、初期ロマン派音楽セクション、Musikgeschichtliche Kommission e.V.編（Munich, 1964ff）。
- Haydn-Studien ヨーゼフ・ハイドン研究所ケルンにより出版（Cologne, 1965ff）。定期刊行物が巻ごとに1つから4つの号に分けて不定期刊行されている。
- Kataloge Bayerischer Musiksammlungen Bayerische Staatsbibliothek編（Munich, 1971ff）
- Johannes Brahms. Thematic-Bibliographical Catalogue of his Works Donald McCorkleとの共同準備期間を経てMargit L. McCorkleが編集（Munich 1984）。
- Ludwig van Beethoven. Briefwechsel Sieghard Brandenburg編。作曲者の書簡全集（Munich 1996–1998）。第1巻から第6巻が1783年から1827年に交わされた書簡、第7巻は目録、第8巻の文書、主題別目録は製作中。* Johannes Brahms. Neue Ausgabe sämtlicher Werke ウィーン楽友協会と共同でミュンヘンのJohannes Brahms Gesamtausgabeが編集（Munich, 1996ff）。出典に批判的調査を加えたブラームスの作品全集であり、キールの編集部が指揮を執った。65巻10シリーズに及ぶ企画となっている[3]。
- Robert Schumann. Thematisch-bibliographisches Werkverzeichnis Margit L. McCorkle編（Munich 2003）。
- Beethoven aus der Sicht seiner Zeitgenossen Klaus Martin KopitzとRainer Cadenbach編（Munich 2009）。
- Max Reger Werkverzeichnis Alexander Becker、Christopher Grafschmidt、Jürgen Schaarwächter、Stefanie Steinerとの協力により、マックス・レーガー研究所を代表してSusanne Poppの編。（Munich 2011）
- Ludwig van Beethoven. Thematic-Bibliographical Catalogue of Works Gertraud Haberkamp、Beethoven-Haus Bonnとの協力により、Kurt Dorfmüller, Norbert Gertsch and Julia Rongeの編。Georg KinskyとHans Halmにより改訂と新しい作品カタログの大幅な拡張が行われた（Munich 2014）。

### 演奏難易度分類
2010年、ヘンレはロルフ・ケネンにピアノ作品の演奏難易度別の分類を依頼した。3つの大分類を設け、それぞれがさらに3つのレベルに分けられている。エルンスト・シュリープハーケがヴァイオリン作品、András Adorjánがフルート作品を同様に分類した。こうして平均律クラヴィーア曲集第1巻ハ長調のプレリュードは「易しい」（レベル2）、シューマンのトッカータ 作品7は「非常に難しい」（レベル9）となった。分類の目的は技量に応じた作品を見つけやすくすることである。